# Cibola
Cibola är en mytologisk stad som enligt legenden skulle ligga i norra Mexiko. Staden, som var sju städer, skulle innehålla stora rikedomar - "De sju städerna av guld".
På 1500-talet skickades flera expeditioner ut av de spanska erövrarna för att hitta den mytomspunna staden.
Verklighetens Cibola visade sig vara byar med hus av soltorkat tegel som tillhörde zuniindianerna.

## Inompopulärkulturen
- Stephen Kings bok Pestens tid instrueras Soptunnan av Randall Flagg (den Svarta Mannen) att möta honom i Cibola.
- 1954 gjorde Carl Barks ett äventyr med Farbror Joakim, Kalle och Knattarna, där dom letade efter "Cibolas sju städer"